# Sint-Michielsabdij (Antwerpen)

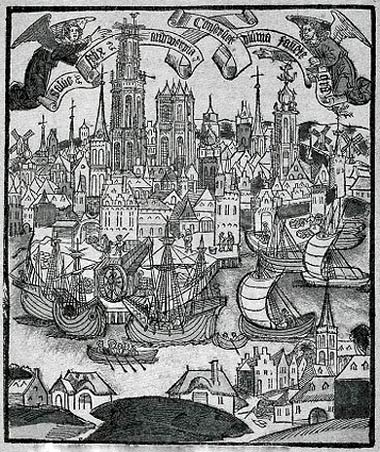
Gezicht op Antwerpen met rechts de abdij en haar toren met uienbekroning

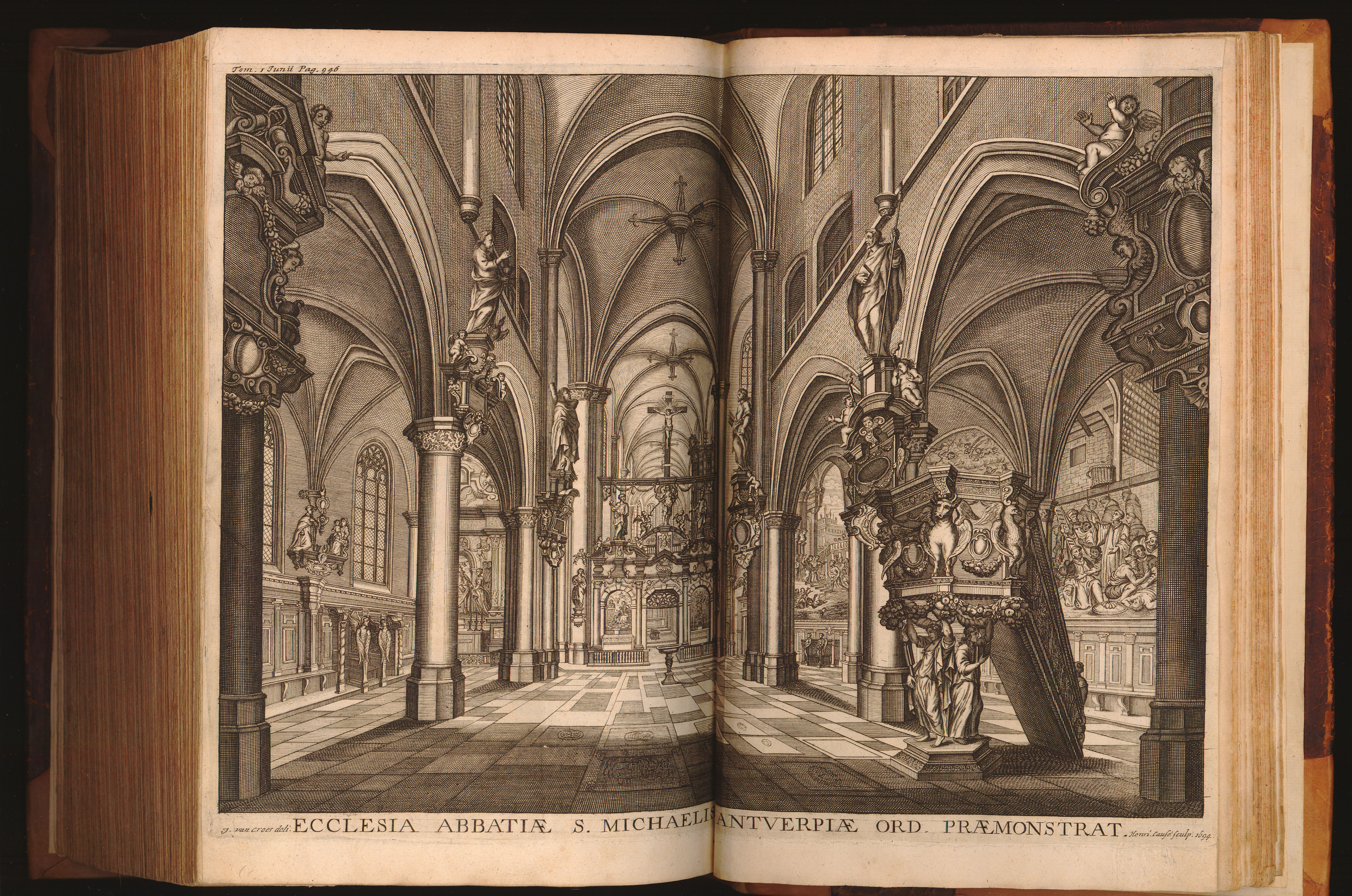
Binnengezicht van de verdwenen kerk van de Sint-Michielsabdij in Antwerpen, uit de Acta Sanctorum

De Sint-Michielsabdij was een norbertijnerabdij in Antwerpen die door de Heilige Norbertus zelf in 1124 gesticht werd aan de oevers van de Schelde. Tot de Franse revolutie kende ze een grote bloeiperiode, waarbij ze als mecenas optrad voor verschillende belangrijke kunstenaars. In 1831, tijdens de Belgische Revolutie, werd de abdij volledig verwoest, nadat ze al gedeeltelijk gesloopt was tijdens de Franse bezetting.

## Geschiedenis
In de zevende eeuw, omstreeks 652, was de heilige Amandus in Antwerpen geweest en had hier enkele jaren verbleven. Hij had er het christendom gepredikt op een plaats genaamd Chanelaus of Caloes (mogelijk te identificeren met het Kiel of eerder de ruimte tussen de Sint-Jansvliet, als rest van een kil aan de Sint-Janspoort, met het Zuid tot het huidige Kiel), een eiland of hoogland ten zuiden van de burcht (waar later de Sint-Michielskerk zou verrijzen).
Verschillende geschiedkundigen, zoals Jean-Baptiste Gramaye, Lodewijck van Caukercken, Mertens en Torfs vermelden dat op deze plaats oorspronkelijk een Romeinse Mars-tempel zou hebben gestaan. Dit wordt herhaald door Jan Lampo in zijn "Zwarte Gids voor Antwerpen", 1989 - hfst 1.
Floris Prims vermoedt dat dit ook de plaats was waar later de kapittelkerk, gewijd aan Sint-Michiel, werd gebouwd: op de rechter Scheldeoever te Antwerpen tussen de huidige Kloosterstraat en de Sint-Michielskaai nabij de Sint-Jansvliet. Deze Sint-Michielskerk was de eerste en enige parochiekerk in Antwerpen tot 1124. Vanuit dit kapittel werd ook de burchtkapel van het Steen bediend. Wegens onenigheid werd in 1124 een tweede kapittel gesticht op de plaats waar  later de Onze-Lieve-Vrouwekathedraal zou verrijzen. 
De Sint-Michielskerk werd aanvankelijk bediend door een kapittel van 12 seculiere kanunniken. Dat zou erop kunnen wijzen dat dit kapittel de kloosterregel van Chrodegang (712-766) volgde. De toenmalige bisschop van Kamerijk, waar Antwerpen als onderdeel van het bisdom der Nerviërs (dioecesis Nerviorum) ten tijde van Chrodegang onder viel, Guiard van Laon, was een aanhanger van Chrodegang.
De heilige Norbertus was in 1124 door de paus naar Antwerpen gezonden om dit kapittel te hervormen en om het antisacerdotalisme van Tanchelm, dat zelfs na zijn dood in 1115 nog veel succes kende, te bestrijden. Hieruit ontstond in 1124 de Sint-Michielsabdij, onder het bestuur van de bisschop van Kamerijk Burchard. Ze had uitgebreide gronden zowel in als rond Antwerpen, zoals de heerlijkheid van het Kiel en Beerschot, de gronden van Haringrode en Zurenborg en sinds 1674 de heerlijkheden Berendrecht en Zandvliet.
De abdijen van Averbode, Middelburg en Tongerlo zijn dochterstichtingen van deze Antwerpse Sint-Michielsabdij.
Isabella van Bourbon, de tweede echtgenote van Karel de Stoute en moeder van Maria van Bourgondië, stierf in 1465 terwijl ze in de abdij verbleef en werd er begraven. Haar praalgraf, omgeven door 24 pleuranten, was een hoogtepunt van gotische bronssculptuur.
Omstreeks 1624 voltooide Rubens het altaarstuk Aanbidding door de koningen voor het hoogkoor van de abdijkerk. Bij dit schilderij leverde Rubens ook een portret van de opdrachtgever, abt Matheus Irsselius, ter compensatie van de hoge kosten. Het altaarstuk werd tijdens de Franse Revolutie geroofd en naar het Parijse Louvre getransporteerd. Na de slag bij Waterloo kwam het werk in 1815 terecht in het Koninklijk Museum voor Schone Kunsten in Antwerpen.

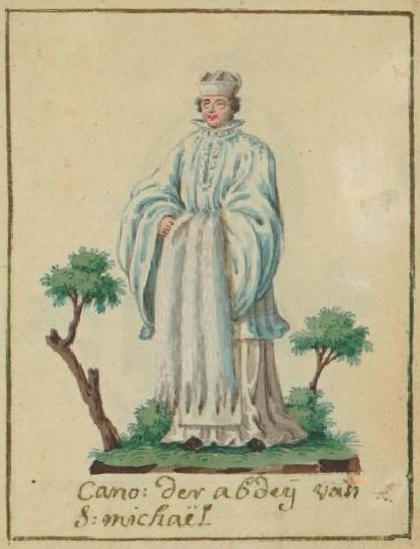
Kanunnik van de Sint-Michielsabdij op het einde van de 18e eeuw (afbeelding uit Kleeding der vernitigde geestelijcke deser stad Antwerpen - 1800)

### Vernieling
De abdij werd in 1796 opgeheven tijdens de Franse bezetting en de koorheren werden uit hun abdij verjaagd. De monastieke goederen werden geconfisceerd en kwamen in handen van M.J. Simons (oudste zoon van Jan Simons, koetsenmaker te Brussel) en J. Johannot, die deze op hun beurt voor 400.000 Francs weer verkochten aan Napoleon. De gebouwen werden gedeeltelijk gesloopt. Omdat Napoleon van Antwerpen een grote op Engeland gerichte oorlogshaven wilde maken, moest er naast de abdij een marinearsenaal komen met scheepshellingen om oorlogsschepen te bouwen en kazernes voor de militairen. In de kerk en andere abdijgebouwen werden magazijnen, werkplaatsen en kantoren ingericht.
De toren van de abdij werd in 1807 uitgerust met een semafoor. Na de val van Napoleon werd de voormalige abdij een stapelplaats voor de Hollandse militaire macht.
In 1830 ontstonden schermutselingen tussen Belgische revolutionairen in de stad en Nederlandse troepen gelegerd in het voormalige Zuidkasteel (de Antwerpse citadel). Op 27 oktober 1830 richtte de Nederlandse commandant David Hendrik Chassé er vanwege de militaire functie zijn artillerie op, waarbij door een grote brand de laatste resten werden verwoest.
De Sint-Norbertusparochie in de Antwerpse wijk Zurenborg werd in de negentiende eeuw onder de hoede gesteld van de Heilige Norbertus ter nagedachtenis van dit teloorgegaan cultureel en religieus erfgoed.

## Abten

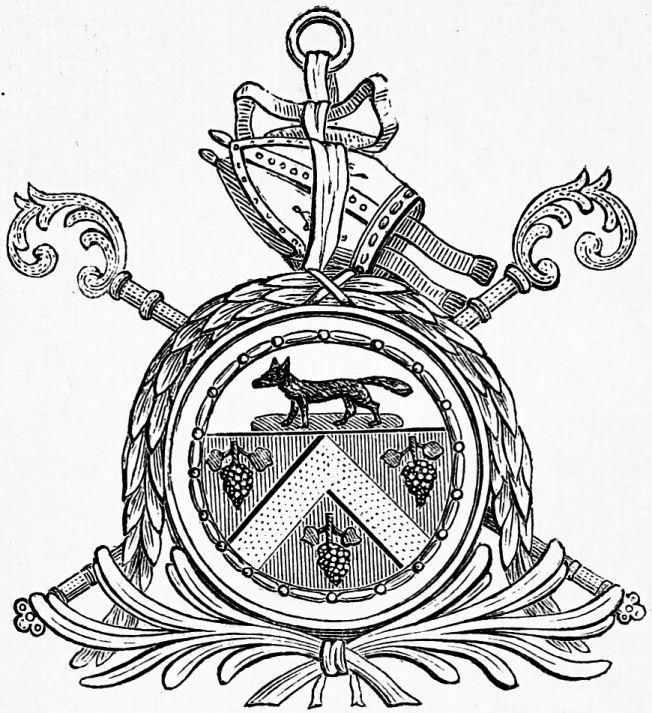
Abt De Vos

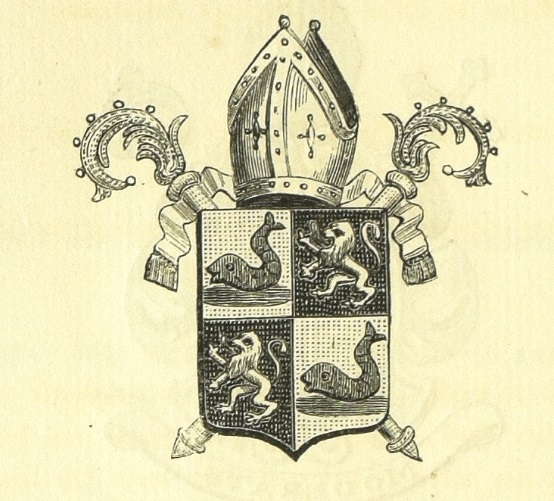
Abt vander Poorten

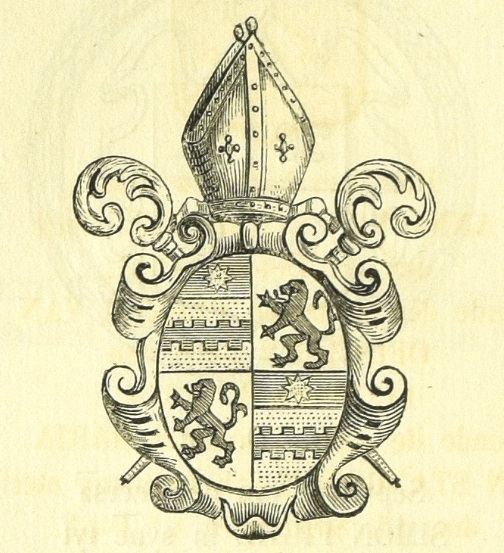
Abt Chrysostomus van der Sterre (1629-1652)

1. Waltmannus (Aangesteld door Sint-Norbertus, abt van 1128 tot zijn dood in 1138)
2. Emellinus (+ 1121)
3. Alardus (+ 1162)
4. Thibaldus (+ 1171)
5. Richardus (+ 1189)
6. Walterus de Stripen (+ 1192)
7. Elias (+ 1199)
8. Giselbertus (+ 1205)
9. Hugo (+ 1208)
10. Arnulphus de Erps (tot 1219). Hij werd abt van de abij van Bonne-Espérance
11. Hermannus (+ 1230)
12. Segerus (+ 1230)
13. Eggerius (+ 1244)
14. Gerardus de Lira (+ 1258)
15. Joannes de Lira (+ 1272)
16. Aegidius de Biervliet (tot 1278). Hij werd abt van de abdij van Prémontré
17. Henricus de Mechlinia (+ 1300)
18. Godefridus de Waerloos (+ 1328)
19. Guilielmus de Cabeljeau (+ 1341)
20. Guilielmus Lympiaes (+ 1353)
21. Martinus Loys (+ 1372)
22. Guilielmus Brulocht (+ 1390)
23. Petrus Breem (+ 1413)
24. Arnoldus (c. 1415)
25. Oloudus Terlincx (+ 1452)
26. Joannes Fierkens (+ 1476)
27. Andreas Achtenryt (+ 1478)
28. Joannes Robyns (+ 1486)
29. Joannes de Weert (+ 1499)
30. Jacobus Elsacker (+ 1505)
31. Jacobus Embrechts (+ 1514)
32. Stephanus a Thenis (+ 1518)
33. Cornelius van der Meere (+ 1538)
34. Gregorius de Hagis (+ 1 februari 1562)
35. Cornelius Embrechts (1562-1564)
36. Willem Greve (1564-1581)
37. Emericus Andries (+ 1590)
38. Dionysius Feyten (+ 1612)
39. Christiaan Michiels (1612-1614)
40. Matthias van Iersel (1614-1629)
41. Joannes Chrysostomus van der Sterre (1629-1652)
42. Norbertus van Couwerven (1652-1661)
43. Macarius Simeomo (1661-1678)
44. Herman Jozef van der Poorten (1678-1681)
45. Gerard Knyff (1681-1687)
46. Joannes Chrysostomus Teniers (1687-1709)
47. Joannes Baptista Vermoelen (1709-1732)
48. Franciscus Ignatius de Lams (1732-1738)
49. Jacobus Josephus Van der Boven (1738-1748)
50. Joannes Chrysostomus Sammels (1748-1753)
51. Jacobus Thomas (1753-1762)
52. Antonius Varendonck (1762-1771)
53. Marcellus de Vos (1772-1781)
54. Guilielmus Franciscus Rosa (1781-1786)
55. Augustinus Pooters (1790-1797)

## Heden
De vloer met de vele grafstenen werd overgebracht naar de Antwerpse kathedraal, die haar oorspronkelijke bevloering verloren had tijdens de Franse bezetting. De 18de-eeuwse eikenhouten communiebank en biechtstoel bevinden zich tegenwoordig in de Sint-Gertrudiskerk van Bergen op Zoom. Het schilderij van het hoofdaltaar is nu in het bezit van het Antwerpse museum voor Schone Kunsten. De omlijsting en de drie grote albasten beelden van Peter Paul Rubens die daar op stonden zijn nu in Zundert in de Trudokerk, ook de biechtstoelen staan daar opgesteld. In 1802 zijn ze aangekocht om de toen kale Trudokerk die net teruggekregen was van de protestanten weer in te richten. De lege ruimte van het schilderij is door een eigen versie van de Aanbidding door Quirinus van Amersfoort in 1808 vervangen.
1. ↑  (fr) Anvers. - Plan de la ci-devant abbaye de Saint-Michel, située à Anvers, appartenant aux citoyens M.-J. Simons et J. Johannot. Gallica (1...). Geraadpleegd op 12 maart 2022.
2. ↑  (fr) Ernest Van Bruyssel, (1864). Histoire politique de l'Escaut, p.175 e.v.